# 熱帶風暴帕布 (2019年)
熱帶風暴／氣旋風暴帕布（英語：Tropical Storm／Cyclonic Storm Pabuk，國際編號：1901，聯合颱風警報中心：WP362018，印度氣象局編號：BOB 01）是2019年太平洋颱風季第1個被命名的熱帶氣旋。「帕布」一名由老撾提供，是大形淡水魚。
帕布在1月1日下午2時55分被日本氣象廳升格為熱帶風暴，是西北太平洋有紀錄以來最早增強為熱帶風暴的熱帶氣旋，打破1979年愛麗斯的紀錄。帕布在南海南部形成後橫過泰國，是當地近30年來首個在非雨季期間吹襲的熱帶氣旋，更是68年來首個在1月份吹襲泰國的熱帶氣旋；帕布其後移入北印度洋，成為該海域史上最早達到氣旋風暴強度的熱帶氣旋，亦是2001年熱帶風暴畫眉以來，首個以熱帶風暴以上強度從西北太平洋跨區至北印度洋的熱帶氣旋。

## 發展過程

NASA的衛星雲圖，記錄了熱帶風暴／氣旋風暴帕布的一生

一個低壓區於2018年12月28日在越南胡志明市以東的南海南部形成，美國海軍研究實驗室給予熱帶擾動編號97W。該系統隨後吞併熱帶低氣壓35W的殘餘雲帶，聯合颱風警報中心在凌晨2時對其於1日內發展成熱帶氣旋的機會跳過評級為「低」，直接評為「中」，並於31日提升至「高」及熱帶氣旋形成警報，終在31日下午2時，聯合颱風警報中心將其升格為熱帶低氣壓，給予編號36W。日本氣象廳在下午3時15分跟隨升格，並同時發佈烈風警報。
2019年1月1日下午2時55分，日本氣象廳將其升格為熱帶風暴，給予國際編號1901，並命名「帕布」，台灣中央氣象局和中國國家氣象中心也於不久後跟隨。聯合颱風警報中心則延後至翌日凌晨2時跟隨。受到比較強烈的垂直風切變影響，帕布深層對流向西北切離，低層環流中心暴露。同時，帕布繼續穩定向西方移動，進入泰國灣。
1月3日，帕布附近的風切變開始減弱，成功修復原先外露的低層環流中心和開始填補東南面環流，開始增強，並轉向西北方移動，中國國家氣象中心在當日下午8時將其升格為強熱帶風暴。1月4日上午，帕布在登陸前近岸爆發，發展出「雲捲風眼」，低層風眼亦顯現在微波圖像上。帕布更成功打開針眼，可是只維持了1小時。當日下午1時45分，泰國氣象局宣佈帕布在洛坤府芭囊河口區登陸。同日晚間8時，日本氣象廳對其發出最後報告，並表示下一報將由印度氣象局接手發報。晚間9時，印度氣象局將其評定為氣旋風暴，給予編號BOB 01。
1月5日凌晨5時，聯合颱風警報中心將其降格為熱帶低氣壓，並在一天後對其發出最後警報。隔天下午，印度氣象局將其降格為強低氣壓。

### 事後報告
中國國家氣象中心在2020年4月20日下午發出的最佳路徑中，把巔峰下調至每秒25公尺（每小時90公里）。

## 影響

### 越南
雖然帕布沒有正面吹襲越南南部，但其外圍環流仍為湄公河三角洲帶來大雨。薄寮市在12小時內的降雨量為79.6毫米、福隆市社為66毫米，而京豪市鎮則為73.8毫米。薄寮省近海有一艘漁船在強風中沉沒，造成1名漁民喪生，另有6人受傷。合共108所房屋受損、81艘小船沉沒，稻田亦被浸沒，損失約278.7億越南盾，折合約120萬美元。

### 泰國
泰國氣象局于1月3日發佈警告，預計2019年1月3日至5日，帕布將會影響泰國南部地區，引發狂風驟雨，同時在泰國灣會引發3-5米的海浪。受帕布的影響，來往泰國本土至帕岸島和龜島的渡輪在1月2日起停航。帕岸島地方首長克里魁（Krikkrai Songthanee）稱，大部份遊客紛紛在渡輪停航前乘搭渡輪返回泰國本土。不過數千名遊客堅持留在島上，帕岸島及龜島已禁止遊客到海邊游泳，但仍有遊客不聽勸阻，堅持到海邊游泳，結果一名56歲俄羅斯男子不敵海浪溺斃。曼谷航空在1月3日發佈緊急通知，取消1月4日所有往來蘇梅島的航班。泰國南部洛坤府沿岸共30,000人均已到避難所暫避，所有在泰國灣的開採石油和天然氣活動被逼取消。泰國國防部下令所有軍事單位監測帕布的動向，並在緊急情況下準備必需品和通訊設備。海軍負責協助在海岸線的人民和遊客，空軍負責向受影響地區的人民運送必需品，而陸軍將與地方政府合作，幫助人們撤離至高地。
1月4日凌晨2時許，一艘30噸重的漁船在北大年府也鄰縣附近被強風巨浪掀翻，6名船員墜海，其中1人死亡、4人獲救，仍有1人失蹤，另有2人喪生。地方政府估計是次風災的損失達50億泰銖（約1.56億美元）。

### 馬來西亞
馬來西亞氣象局向玻璃市、吉打州、檳城州、吉蘭丹州、馬六甲海峽北部及布吉島發出警告，指上述地方將出現時速40-50公里的強風，以及3.5米高的大浪。蘇梅島更會出現時速60公里的強風，以及4.5米高的大浪；氣象局呼籲市民應暫停所有漁船和水上活動。隨着帕布逐漸逼近，亞洲航空取消16班在1月4至5日來往馬來西亞及泰國的航班，但馬印航空則表示上述的航班不受影響，如遇上惡劣天氣亦只會延遲航班。兩名男子在1月3日乘船出海，但期間遇上狂風大浪，令船隻翻側，其中一人獲救，但另一人則遇險溺斃身亡。

## 外部連結
- （日語）日本氣象廳首頁 （页面存档备份，存于）
- （英文）美國聯合颱風警報中心首頁 （页面存档备份，存于）
- （简体中文）中國國家氣象中心首頁
- （繁體中文）臺灣中央氣象局首頁 （页面存档备份，存于）
- （繁體中文）香港天文台首頁 （页面存档备份，存于）
- （繁體中文）澳門地球物理暨氣象局首頁 （页面存档备份，存于）
- （英文）菲律賓大氣地球物理和天文管理局首頁 （页面存档备份，存于）